# Saving Mr. Banks
Saving Mr. Banks (en Hispanoamérica, El sueño de Walt; en España, Al encuentro de Mr. Banks) es una película de drama y comedia biográfica dirigida por John Lee Hancock, con guion de Kelly Marcel. Centrado en la producción de la película de 1964 de Walt Disney Studios, Mary Poppins, la película está protagonizada por Emma Thompson con papeles secundarios de Tom Hanks, Paul Giamatti, Jason Schwartzman, Bradley Whitford y Colin Farrell. Tomando su título del personaje de origen del mismo nombre, la película describe a la autora, P.L. Travers (Thompson), y su conferencia de dos semanas en Los Ángeles mientras ella está siendo convencida por el cineasta Walt Disney (Tom Hanks), en su intento de obtener los derechos para el cine de su novela Mary Poppins. El rodaje comenzó el 19 de septiembre de 2012. Walt Disney Pictures produjo y distribuyó la película en los cines de Estados Unidos el 13 de diciembre de 2013 en algunas ciudades y en toda publicación una semana después, el 20 de diciembre. La película fue producida por Alison Owen, Ian Collie, Philip Steuer, Christine Langan, Troy Lum, Andrew Mason y Paul Trijbits.

## Argumento
La película comienza con una escena retrospectiva que tiene lugar en 1906 en Maryborough, Australia con una voz recitando "Chim Chim Cher-ee". Una joven P. L. Travers (Annie Rose Buckley), apodada "Ginty", se muestra jugando en su patio trasero. En 1961 en Londres, Pamela "P.L." Travers (Emma Thompson) se prepara a regañadientes para partir hacia Los Ángeles a reunirse y negociar con el cineasta Walt Disney (Tom Hanks) la cesión de los derechos de su novela Mary Poppins, apremiada por su agente Diarmuid Russell (Ronan Vibert), y la falta de ingresos. Para mantener su casa, Pamela se compromete a aventurarse a Los Ángeles para conocer el estudio, pero promete no firmar los derechos de su novela si no está contenta con la interpretación.
En una escena retrospectiva, vemos a Travers Goff (Colin Farrell) sorprendiendo a su hija, una joven Pamela. Él simula buscar a su hija, la princesa real, y Ginty ríe y revela que es ella. Están cerca y él la pone sobre sus hombros y se apresuran hacia el parque, diciéndole que su aventura está a punto de comenzar. La familia Travers se muda a Allora por los problemas de trabajo del padre. 
De vuelta en el presente, al llegar a LAX, Pamela se reúne con el conductor de limusina Ralph (Paul Giamatti), que la lleva al Hotel Beverly Hills.
Travers comienza a colaborar en el Walt Disney Studios en Burbank con el equipo creativo asignado para desarrollar Mary Poppins para la pantalla, el guionista Don DaGradi (Bradley Whitford) y los compositores de música Richard y Robert Sherman (Jason Schwartzman y B.J. Novak). Ella encuentra sus presunciones y modales ocasionales altamente inadecuados. Se reúne con Walt Disney en persona y se encuentra atascada de manera similar, él es jocoso y familiar desde el principio, pero ella sigue siendo hostil, llamándolo "Sr. Disney" incluso cuando él insiste en que sólo lo llamen "Walt".
La relación de trabajo de Travers con el equipo creativo de Mary Poppins es difícil desde el principio, con ella insistiendo en que Mary Poppins es el enemigo de sentimiento y fantasía. Se queja de que el guion no está arraigado en la realidad y lo descarta dramáticamente por una ventana. Walt Disney intenta una intervención personal, con resultados dispares. Disney y sus asociados están desconcertados por el desprecio por la fantasía, una postura inexplicable dada la naturaleza altamente fantástica de la historia de Mary Poppins, así como la propia existencia de la infancia rica y caprichosa de Travers, retratada a través de escenas retrospectivas en curso, incluyendo la muerte de su padre. Travers tiene especial problema con la descripción que hace el equipo de George Banks, dueño de la casa en el que se emplea como niñera a Mary Poppins. En un arrebato contra el equipo creativo de la película, Travers describe la caracterización de Banks como completamente fuera de la proporción y sale de la habitación angustiada. El equipo de Disney comienza a entender que las historias en Mary Poppins son las de Travers, y cómo muchos de los personajes de la obra se inspiran directamente en el propio pasado de Travers.
La colaboración de Travers con el equipo creativo de Mary Poppins continúa, a pesar de que se activan cada vez más los recuerdos dolorosos de su pasado, adormecidos en el presente. Walt Disney interviene para indagar sobre lo que le molesta a ella y propone un día en Disneyland como tónico. La visita a Disneyland, junto con la amistad inesperada de Travers con el conductor de limusina, se combinan con las revisiones del equipo creativo para el personaje de George Banks y la creación de una nueva canción para terminar la película ("Let's Go Fly a Kite") y convencer a Travers. Su imaginación empieza a despertar de nuevo, y se involucra con el equipo creativo con entusiasmo. Pero ella se entera de que va a haber una secuencia animada y se va de vuelta a Londres sin aceptar firmar los derechos.
Walt Disney se percata demasiado tarde de que Travers ha estado escribiendo bajo seudónimo, y que en realidad es de Australia, no de Inglaterra. Con esta revelación, toma el siguiente vuelo a Londres, decidido a salvar la película Mary Poppins. Apareciendo inesperadamente en la puerta de Travers, Disney describe su propia historia -menos que ideal- de la niñez, haciendo hincapié en el valor curativo de su arte, y señala que a Travers le iría bien abordar su decepción con el mundo, profundamente arraigada. Y termina implorando a confiar en él con su creación, a lo cual Travers acepta.
Tres años más tarde, en 1964, Mary Poppins se apresta a su estreno mundial en Los Ángeles. Travers no ha sido invitada, porque Disney teme que vaya a dañar la película ante una reacción del público negativa. Incitada por su agente, Travers vuela a Los Ángeles, visita sin ser invitada la oficina de Disney, y logra una invitación al estreno. Travers mira Mary Poppins inicialmente decepcionada, reaccionando con consternación especial durante la secuencia animada. Poco a poco va tomando cercanía a la película, sin embargo, y es sorprendida en última instancia, abrumada por la emoción, tocada por la representación de la redención de George Banks, que, ahora está claro, tiene especial significado para ella.

## Reparto
- Emma Thompson - Pamela "P.L." Travers, autora de Mary Poppins.
- Tom Hanks - Walt Disney, productor de la película.
- Colin Farrell - Travers Robert Goff, padre de Pamela.
- Ruth Wilson - Margaret Goff, madre de Pamela.
- Paul Giamatti - Ralph, chofer de Pamela.
- Bradley Whitford - Don DaGradi, coescritor de la película.
- B.J. Novak - Robert B. Sherman, compositor y letrista que coescribió las canciones de la película con su hermano Richard.
- Jason Schwartzman - Richard M. Sherman, compositor y letrista que coescribió las canciones de la película con su hermano Robert.
- Kathy Baker - Tommie Wilck, secretaria ejecutiva de Disney.
- Melanie Paxson - Dolores Vought "Dolly", secretaria de Disney.
- Rachel Griffiths - Tía Ellie, hermana de la madre de Pamela.
- Ronan Vibert - Diarmuid Russell, agente de Pamela.

## Dedicatoria
La película fue dedicada a Diane Disney Miller (1933 - 2013), quien fue la única hija biológica de Walt Disney, la cual falleció por complicaciones de una caída a los 79 años de edad.

## Banda sonora
| N.º | Título                               | Duración |  |
| 1.  | «Chim Chim Cher-ee (East Wind)»      | 01:04    |  |
| 2.  | «Travers Goff»                       | 02:06    |  |
| 3.  | «Walking Bus»                        | 02:10    |  |
| 4.  | «One Mint Julep»                     | 01:31    |  |
| 5.  | «Uncle Albert»                       | 01:34    |  |
| 6.  | «Jollification»                      | 01:18    |  |
| 7.  | «The Mouse»                          | 00:57    |  |
| 8.  | «Leisurely Stroll»                   | 01:34    |  |
| 9.  | «Chim Chim Cher-ee (Responstible)»   | 00:26    |  |
| 10. | «Mr. Disney»                         | 00:35    |  |
| 11. | «Celtic Soul»                        | 01:20    |  |
| 12. | «A Foul Fowl»                        | 02:04    |  |
| 13. | «Mrs. P.L. Travers»                  | 01:16    |  |
| 14. | «Laying Eggs»                        | 01:08    |  |
| 15. | «Worn to Tissue»                     | 00:54    |  |
| 16. | «Heigh-Ho»                           | 02:11    |  |
| 17. | «Whiskey»                            | 01:21    |  |
| 18. | «Impertinent Man»                    | 00:38    |  |
| 19. | «To My Mother»                       | 03:44    |  |
| 20. | «Westerly Weather»                   | 01:56    |  |
| 21. | «Supercalifragilisticexpialidocious» | 00:05    |  |
| 22. | «Spit Spot!»                         | 01:49    |  |
| 23. | «Beverly Hills Hotel»                | 00:38    |  |
| 24. | «Penguins»                           | 01:18    |  |
| 25. | «Pears»                              | 00:55    |  |
| 26. | «Let's Go Fly a Kite»                | 01:66    |  |
| 27. | «Maypole»                            | 00:59    |  |
| 28. | «Forgiveness»                        | 02:00    |  |
| 29. | «The Magic Kingdom»                  | 01:05    |  |
| 30. | «Ginty My Love»                      | 03:12    |  |
| 31. | «Saving Mr. Banks (End Title)»       | 02:12    |  |